# أدريان برونر
أدريان برونر (بالإنجليزية: Adrien Broner)‏ مواليد 28 يوليو 1989 في سينسيناتي، الولايات المتحدة، هو ملاكم محترف أمريكي يصنف ضمن فئة وزن الوسط. حقق بطولة رابطة الملاكمة العالمية وبطولة المجلس العالمي للملاكمة وبطولة منظمة الملاكمة العالمية.

## إحصائيات
خاض خلال مسيرته 40 نزالا، فاز في 34 وخسر في 4. فاز بالضربة القاضية في 24 نزالا.

## روابط خارجية
- أدريان برونر على موقع بوكس ريك (الإنجليزية) (registration required)